# 금 따는 콩밭
《금 따는 콩밭》은 1935년 발표된 김유정의 소설이다.

## 줄거리
영식은 가꾸던 콩밭을 갈아엎고 금을 캐고, 마름(지주의 대리자)에게 욕을 먹는다. 이는 수재가 근처 산에서 금맥이 발견되었다며 콩밭 밑에 금맥이 있을 것이라고 꼬셨기 때문이다. 수재와 함께 계속해서 콩밭을 파던 영식은 아무리 파도 금맥이 나오지 않자 아내에게 괜히 화풀이를 하며 폭력을 휘두른다. 그러나 곧 수재는 콩밭 밑에서 금맥이 발견되었다고 말해주고 영식은 아내와 기쁨을 나눈다. 하지만 그것은 금이 아니였고 그냥 흙이었다. 영식은 금인줄 알고 너무 기뻐하고 수재는 일이 더 커지는 것을 막기 위해 혼자 도망가 버린다.